# 董就雄
董就雄，現任香港珠海學院中國文學系教授。
董就雄畢業於新界鄉議局元朗區中學，為香港中文大學中國語言及文學系榮譽文學士，香港浸會大學中國語言文學系哲學碩士，香港大學中文學院哲學博士，主要從事嶺南詩、遺民詩、明清詩話、唐詩、詩歌鑒賞與作法等範疇研究，並致力於古典體詩之教授及推廣工作。
著有學術專書《葉燮與嶺南三家詩論研究》、《屈大均詩學研究》，編有《王維資料彙編》，並發表學術論文多篇。另著有詩集及編集多種，《聽車廬詩草》（一、二、三集）、《聽車廬評點璞社詩》，編有《城心集》、《城大校園題詠集》、《香港浸會大學饒宗頤國學院成立慶賀集》、《荊山玉屑‧三編》、《新松詩集》（合編）、《梁佩蘭集校注》等。

## 《梁佩蘭集校注》遭全國下架
此書隸屬於中華書局的「中國古典文學基本叢書」之一，得到了「國家古籍整理出版專項經費」的資助和香港大學教育資助委員會資助，2019年8月出版。後因為品質低劣，被中華書局在2021年12月30日宣布召回，並於全國下架。